# إفاضة الطيب
إِفَاضَة الطِّيب (بالرومية: μυροβλυσία) تظهر من ذخائر بعض القديسين وإيقوناتهم.

## القديسون المُفيضون الطيب
- القديس ديمتريوس
- القديس نقولا
- مارمينا
- يوحنا بن زبدي
- أندراوس